# Contour de ton
Un contour de ton décrit la façon dont la tonalité varie au sein d'une syllabe dans une langue tonale. Il est généralement noté par une expression de deux ou trois chiffres, ou un pictogramme associé. 

## Le système de Chao

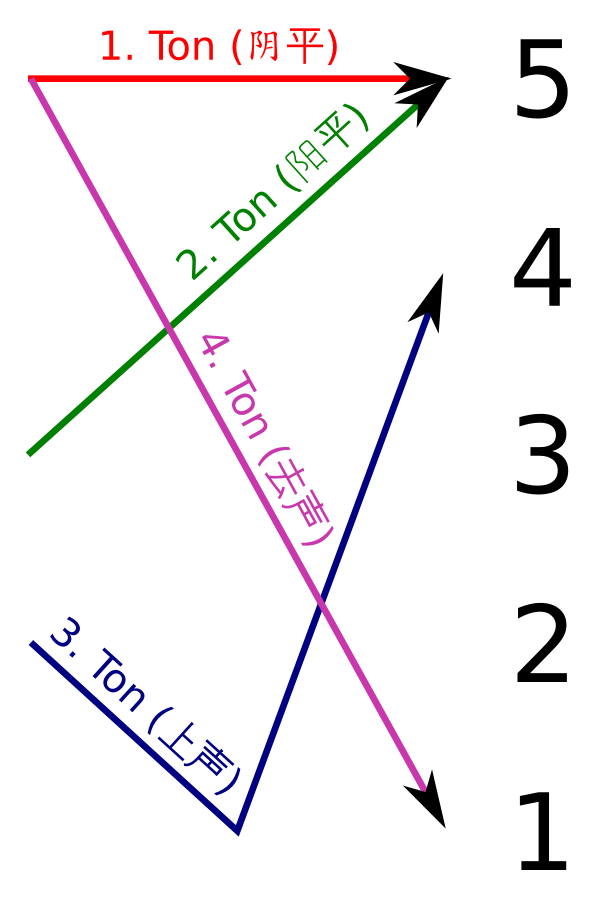
Le contour des tons en mandarin standard

En chinois, qui est une langue à tons, la prononciation d'une syllabe en une tonalité particulière donne une information pour un auditeur habitué à ce langage. En mandarin par exemple, il existe quatre tons de base.  
Une méthode pour décrire le contour des tons, généralement attribuée à  Yuen Ren Chao, peut être visualisée comme une Partition de musique comprenant cinq lignes horizontales. Les hauteurs de ton sont numérotées de 1 à 5, le ton le plus bas étant noté 1, et le plus haut 5. 
Le contour de ton est dès lors décrit en notant la succession des tons atteints.
Le troisième ton du mandarin standard a un contour de /214/, indiquant une tonalité descendante puis montante.  
Des exemples de ton plat sont /11/, /22/, /33/, /44/ et /55/.
Un ton descendant /51/, /31/, /53/, etc.
Un ton montant peut être décrit /13/, /35/, /15/, etc.
Certains notent les tons courts avec un seul chiffre, pour mettre en évidence la brièveté. Par exemple, un ton haut et court serait noté /5/, alors qu'un ton long haut et plat serait noté /55/. Ces "tons abrupts" ont typiquement une consonne muette ou un arrêt de glotte en fin qui coupe la prononciation de la consonne. Cependant, d'autres préfèrent le doublage systématique du chiffre pour éviter une confusion avec le nombre du ton.

## Autre usage
Dans l'étude des langages africains et d'Amérique centrale, les linguistes utilisent également des nombres pour noter la tonalité d'une syllabe. Cependant en ce cas, 1 désigne généralement la plus haute tonalité, et 5 la plus basse. Le contexte est dès lors important quand on utilise ces notations. 